# Cordelia (California)
Cordelia es un área no incorporada ubicada en el condado de Solano en el estado estadounidense de California.

## Geografía
Cordelia se encuentra ubicada en las coordenadas 38°12′38″N 122°8′9″O / 38.21056, -122.13583.